# Symplectrodia lanosa
Symplectrodia lanosa är en gräsart som beskrevs av Michael Lazarides. Symplectrodia lanosa ingår i släktet Symplectrodia och familjen gräs. Inga underarter finns listade i Catalogue of Life.